# Liste der Dreitausender in der Texelgruppe
Die Liste der Dreitausender in der Texelgruppe listet alle Dreitausender der Texelgruppe in Südtirol auf. Die sortierbare Tabelle enthält neben der Höhe und der genauen Lage (Koordinaten) auch die Parameter Dominanz und Schartenhöhe.

## Gipfeldefinition
In den Tabellen werden sämtliche Gipfel über 3000 Meter Höhe berücksichtigt, die eine Schartenhöhe von mindestens 50 Metern aufweisen. Weitere Dreitausender mit weniger als 50 Metern Schartenhöhe finden sich unter der Tabelle.

## Legende
- Rang: Rang, den der Gipfel unter den Dreitausendern einnimmt.
- Bild: Bild des Berges.
- Gipfel: Name des Gipfels.
- Höhe: Höhe des Berges in Metern über dem Meeresspiegel.
- Lage: Administrative Lage sowie Koordinaten des Gipfels
- Dominanz: Die Dominanz beschreibt den Radius des Gebietes, das der Berg überragt. Angegeben in Kilometern mit Bezugspunkt.
- Schartenhöhe: Die Schartenhöhe ist die Höhendifferenz zwischen Gipfelhöhe und der höchstgelegenen Einschartung, bis zu der man mindestens absteigen muss, um einen höheren Gipfel zu erreichen. Angegeben in Metern mit Bezugspunkt.

## Dreitausender in der Texelgruppe
Durch Anklicken des Symbols im Tabellenkopf sind die jeweiligen Spalten sortierbar.
| Rang | Bild | Gipfel               | Höhe         | Lage                          | Dominanz                  | Schartenhöhe                            |
| ---- | ---- | -------------------- | ------------ | ----------------------------- | ------------------------- | --------------------------------------- |
| 01   |      | Roteck               | 3337 m ü. A. | Südtirol 46° 43′ N, 10° 59′ O | 4,9 km → Falschunggspitze | 483 m ↓ Johannesscharte                 |
| 02   |      | Texelspitze          | 3318 m ü. A. | Südtirol 46° 43′ N, 10° 58′ O | 1,0 km → Roteck           | ca. 145 m ↓ Scharte zum Roteck          |
| 03   |      | Hochweiße            | 3279 m ü. A. | Südtirol 46° 45′ N, 11° 2′ O  | 2,2 km → Hochwilde        | 384 m ↓ Eisjöchl                        |
| 04   |      | Trübwand             | 3264 m ü. A. | Südtirol 46° 44′ N, 11° 0′ O  | 1,3 km → Roteck           | ca. 105 m ↓ Scharte zur Rotwand         |
| 05   |      | Rotwand              | 3254 m ü. A. | Südtirol 46° 44′ N, 10° 59′ O | 0,5 km → Roteck           | ca. 60 m ↓ Scharte zum Roteck           |
| 06   |      | Lodner               | 3228 m ü. A. | Südtirol 46° 44′ N, 11° 2′ O  | 1,3 km → Hochweiße        | ca. 190 m ↓ Scharte zur Hochweiße       |
| 07   |      | Gfallwand            | 3175 m ü. A. | Südtirol 46° 42′ N, 11° 0′ O  | 2,7 km → Blaulackenspitze | 237 m ↓ Gingljoch                       |
| 08   |      | Schwarze Wand        | 3170 m ü. A. | Südtirol 46° 44′ N, 11° 0′ O  | 0,6 km → Trübwand         | ca. 100 m ↓ Scharte zur Trübwand        |
| 09   |      | Blaulackenkopf       | 3163 m ü. A. | Südtirol 46° 42′ N, 11° 0′ O  | 0,8 km → Blaulackenspitze | ca. 90 m ↓ Scharte zur Blaulackenspitze |
| 10   |      | Lahnbachspitze       | 3081 m ü. A. | Südtirol 46° 42′ N, 11° 0′ O  | 0,7 km → Gfallwand        | ca. 75 m ↓ Scharte zur Gfallwand        |
| 11   |      | Kleine Weiße         | 3059 m ü. A. | Südtirol 46° 45′ N, 11° 2′ O  | 0,7 km → Hochweiße        | ca. 85 m ↓ Scharte zur Hochweißen       |
| 12   |      | Lazinser Rötelspitze | 3037 m ü. A. | Südtirol 46° 43′ N, 11° 3′ O  | 0,9 km → Lodner           | ca. 90 m ↓ Scharte zum Lodner           |
| 13   |      | Zielspitze           | 3009 m ü. A. | Südtirol 46° 42′ N, 11° 1′ O  | 0,8 km → Lahnbachspitze   | ca. 100 m ↓ Scharte zur Lahnbachspitze  |

Weitere Dreitausender (mit weniger als 50 Metern Schartenhöhe):
- Blaulackenspitze 3209 m
- Gingglspitz 3140 m
- Hochkarjochspitze 3098 m
- Kirchbachspitze 3053 m
- Großer Schrottner 3005 m (nach anderen Angaben 3023 m)

Es gibt außerdem mit dem 2998 m hohen Tschigat noch einen Gipfel, welcher die Dreitausendermarke nur sehr knapp verfehlt.